# Кіберспорт

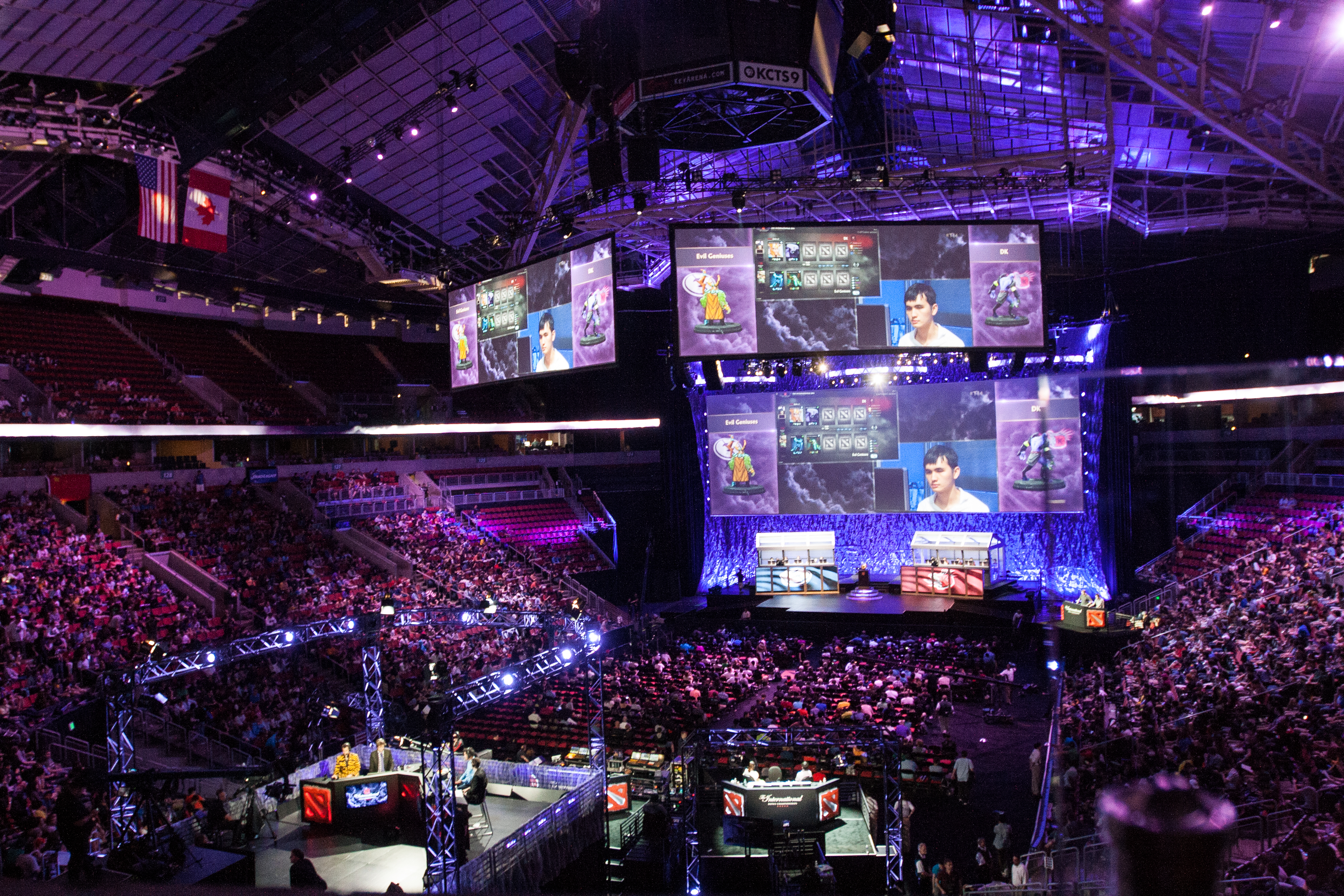
Міжнародний щорічний турнір Dota 2 (2014)

Кіберспорт, е-спорт — спортивні змагання з відеоігор. 

## Історія
Історія електронного спорту почалася з гри Quake, яка мала режим мережевої гри через LAN або інтернет. Завдяки популярності гри Doom, в 1997 році в США з'явилася перша ліга електронного спорту — Cyberathlete Professional League (CPL). Відтоді з'явилося багато нових ліг із кіберспорту.
2015 року світова авдиторія кіберспорту становила 226 мільйонів людей і планувалося, що 2019 року вона досягне 427 мільйонів.

## В Україні
З 2018 року розвитком кіберспорту в Україні займається Федерація кіберспорту України (UESF) (керівник — Іван Данішевський, що здійснює свою діяльність на всій території України через 23 відокремлені підрозділи.
Діяльність Федерації націлена на розвиток кіберспорту на території України та залучення до цього спортивного напрямку якомога більше молоді та всіх, кого може зацікавити цей молодий для України вид спортивної активності.
За час свого існування Федерацією було проведено понад 250 турнірів, як національних, так і міжнародних, в яких брати участь понад 35 000 гравців, а також реалізовано низку соціальних та освітніх проєктів.
7 вересня 2020 року стало знаковою датою — завдяки Федерації Кіберспорту України UESF кіберспорт було офіційно визнано видом спорту в Україні.
У 2020 році компанія WePlay Esports провела першу офіційну студійну україномовну трансляцію DPC-турніру під час WePlay! Bukovel Minor 2020 з дисципліни Dota 2.

## Ігри
Зазвичай кіберспортивні ігри — це шутери від першої особи, стратегії реального часу та спортивні симулятори. Подібно до звичайного спорту, конкретні ігри називаються дисциплінами.
Поточні популярні кіберспортивні дисципліни:
- Apex Legends
- Brawl Stars
- Fortnite
- Counter-Strike
  - Counter-Strike 1.6
  - Counter-Strike: Source
  - Counter-Strike: Global Offensive
  - Counter-Strike 2
- DotA
  - DotA: Allstars
  - Dota 2
- FIFA
- Halo 2
- Heroes of Newerth
- League of Legends
- osu!
- Point Blank
- Quake
  - Quake II
  - Quake III Arena
  - Quake 4
  - Quake Live
  - QuakeWorld
- Rocket League
- StarCraft
  - StarCraft: Brood War
  - StarCraft II: Wings of Liberty
  - StarCraft II: Heart of the Swarm
  - StarCraft II: Legacy of the Void
- Unreal Tournament
  - Unreal Tournament 2003
  - Unreal Tournament 2004
  - Unreal Tournament 3
- Warcraft
  - Warcraft: TFT
- World of Tanks
- Hearthstone
- Overwatch
- PlayerUnknown's Battlegrounds

## Змагання
Змагання з кіберспорту, зокрема міжнародні, проводяться по всьому світу.
Великі змагання проводяться в спеціальних місцях, де публіка може спостерігати за гравцями, що сидять за комп'ютерами, а хід змагань можна відстежувати на великому екрані, де транслюється ігровий процес. Менш масштабні змагання відбуваються в комп'ютерних клубах. Крім того, змагання можуть проводитися через інтернет.
Гра через інтернет має низку недоліків. У різних гравців можуть бути неоднакові затримки передачі інформації через глобальну мережу у зв'язку з її неоднорідністю. Під час гри через Інтернет складно виявити шахрайство гравців. Натомість під час гри через локальну мережу всі гравці присутні в одному приміщенні під наглядом організаторів змагання, тому шахраювати набагато важче. Локальна мережа зводить нанівець і проблему затримок, оскільки має достатню й однакову для всіх пропускну здатність. Гра через LAN створює специфічну атмосферу змагання завдяки особистій присутності всіх учасників і глядачів, яка не може бути досягнута за допомогою Інтернету.
На важливих змаганнях призовий фонд може сягати значних сум. Найбільший приз в історії кіберспортивних змагань виграла команда Team Liquid, яка перемогла у фіналі чемпіонату The International 2017 з дисципліни Dota 2, отримавши $10 824 322.
2011 року на щорічному змаганні The International із гри Dota 2 перше місце здобула українська команда Natus Vincere, отримавши приз, 1 млн доларів.
У 2021 році на міжнародному змаганні "PGL Major Stockholm 2021" перше місце здобула українська команда Natus Vicere вперше виграла major, отримавши приз, 1 млн доларів

### Всеукраїнський Кубок з кіберспорту
З 18 січня по 28 березня 2021 року в Києві проходили змагання за перший Національний Кубок України з кіберспорту. Це сталось вперше в історії після визнання кіберспорту офіційним видом спорту в Україні. Змагання проводились Федерацією кіберспорту України, з загальним призовим фондом 250 тис. грн, які розділять поміж собою команди за принципом 1 місце - 100 тис. грн, 2 місце - 50 тис. грн, 3-4 місця - 22 тис. грн, 5-6 місця - 10 тис. грн, 7-12 місця - 6 тис. грн.
Змагання проходило в 5 етапів, де за першість боролись 12 команд з різних областей України. Титул чемпіона отримала команда-господар KYIBMICTOKBITIB, якій у фіналі вдалось обіграти команду EC Dnipro з рахунком 2:1. Переможці отримали нагороду у розмірі 100,000 грн.

## Команди
У кіберспорту команди гравців традиційно називаються кланами. Деякі види відеоігор, наприклад Counter-Strike, створені саме для командного змагання, інші ж дозволяють грати як в режимі 1v1, так і команда проти команди. Часто професійні команди підписують контракт зі своїми гравцями та отримують фінансову підтримку від численних спонсорів.
Відомі українські команди:
- Natus Vincere
- Monte
- Passion ua
- B8
- Pro100
- HellRaisers

## Кіберспортивна освіта
З розвитком кіберспорту в Україні було створено ряд освітніх програм для підготовки спеціалістів в галузі кіберспорту. Серед таких програм доступні:
- Навчальна програма  для дитячо-юнацьких спортивних шкіл "Кіберспорт (Електронний спорт)" (Федерація кіберспорту (електронного спорту) України[8]
- Освітньо-професійна програма "Кіберспорт та розробка комп'ютерних ігор" бакалаврського рівня (Сумський державний університет)[9]
- Освітньо-професійна програма "Кіберспорт (esports)" магістерського рівня (Національний університет фізичного виховання і спорту України)[10]